# Claude K. Dubois

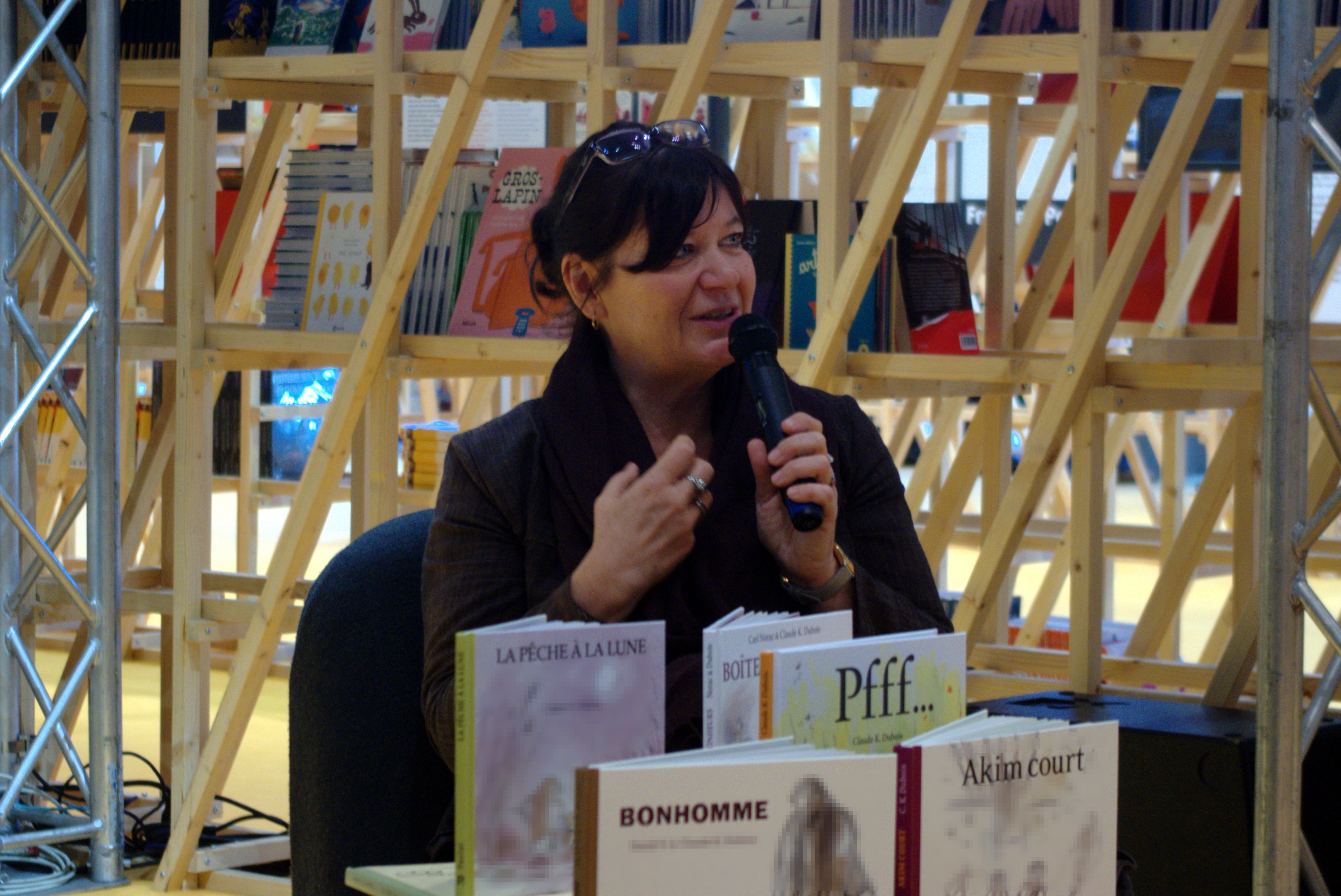
Claude K. Dubois auf der Frankfurter Buchmesse 2017

Claude K. Dubois (* 3. April 1960 in Verviers in Belgien) ist eine französischsprachige Kinderbuchautorin und Illustratorin. 2014 erhielt sie den Deutschen Jugendliteraturpreis und den Katholischen Kinder- und Jugendbuchpreis für ihr Bilderbuch Akim rennt.

## Biographie
Claude K. Dubois studierte an der École Supérieure des Arts Saint-Luc in Lüttich, wo sie jetzt unterrichtet. Sie illustrierte bisher ungefähr achtzig Bilderbücher. Manchmal schreibt sie auch die Texte. Ihre ersten Bilderbücher stammen aus den 1980er Jahren. 
Seit 1995 erhielt sie mehrere Auszeichnungen im französischen Sprachraum. Nach dem Deutschen Jugendliteraturpreis, 2014 erhielt ihr Bilderbuch Akim rennt 2016 den Preis der Buchhandelsvereinigung von Madrid (Gremio de libreros de Madrid) für das meistverkaufte Bilderbuch in Spanien.

## Werke
Ins Deutsche übersetzt:
- 1997 Mano, Wüstensohn (Mano, l'enfant du désert, 1995), Illustratorin, Text von Colette Hellings
- 1999 Die Kuschelinsel (L'île aux câlins, 1998), Illustratorin, Text von Carl Norac
- 2002 Ich hab euch so lieb (Les Mots doux, 1996), Illustratorin, Text von Carl Norac
- 2007 Eisbärenbaby (Youri, l'ourson des neiges, 1997)
- 2007 Meine Oma hat Alzheimer (Ma grand-mère Alzha..., quoi? 2007), Illustratorin, Text von Véronique van den Abeele
- 2010 Wenn ich nicht mehr bei dir bin, bleibt dir unser Stern (L'étoile de Léa, 2002), Illustratorin, Text von Patrick Gilson
- 2010 Anna will nicht geküsst werden (J'aime pas les bisous, 2010), Illustratorin, Text von Nadine Monfils
- 2013 Freundin gesucht (Tu veux être ma copine? 2010), Illustratorin, Text von Susie Morgenstern
- 2012 Supermittelmäßig (Supermoyen, 2011), Illustratorin, Text von Susie Morgenstern
- 2014 Akim rennt (Akim court, 2012)
- 2015 Wer zweimal lügt, Illustratorin, Text von Nathalie Kuperman
- 2018 Stromer (Bonhomme, 2017), Illustratorin, Text von Sarah V
- 2019 Pfff…(Pfff…, 2017) Text und Illustration